# Рубины
Рубины — деревня в Великолукском районе Псковской области России. Входит в состав сельского поселения «Пореченская волость».
Расположена в 58 км к югу от райцентра Великие Луки, в 14 км к юго-западу от волостного центра Поречье и в 4 км к северо-западу от деревни Жигари.

## Население
Численность населения деревни по состоянию на 2000 год составляла 1 житель.